# The Big Red Machine

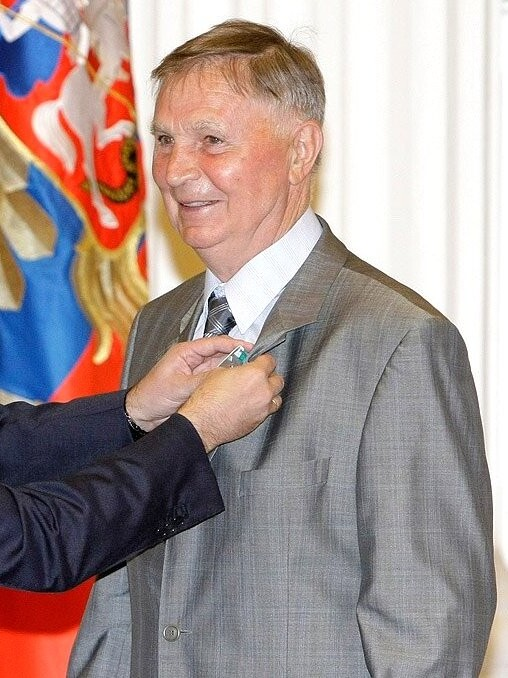
Viktor Tichonov, gemensam nämnare för många olika uppställningar av "The Big Red Machine".

The Big Red Machine kan syfta på en av två klassiska uppställningar av Sovjetunionens herrlandslag i ishockey – ett på 1970-talet och ett cirka tio år senare (båda tränade av Viktor Tichonov).  Alternativa benämningar för främst 1980-talets förstafemma var bland annat Superfemman, Drömfemman, Ryssfemman och Gröna femman. Mer generellt användes "Big Red Machine" även för hela landslaget, som under flera årtionden dominerade internationell ishockey på landslagsnivå.
Green Line, KLM-trojkan och KLM-kedjan syftar på 1980s första-kedja Krutov, Larionov och Makarov.

## Dominerande landslag och dito förstafemma
Det sovjetiska landslaget dominerade internationell ishockey från mitten av 1950-talet fram till Sovjetunionens upplösning 1991. En stomme i landslaget kom ofta från Röda arméns lag i den sovjetiska ligan – CSKA Moskva. Både klubblaget och landslaget hade röd mundering, och detta bidrog till att den röda färgen kom att användas i olika tillnamn även på landslaget och dess ledande uppställningar.
Åren 1976–91 fungerade Viktor Tichonov som ledare av landslaget. Han var parallellt tränare för CSKA, som åren 1978–89 vann tolv raka sovjetiska ligamästerskap.

### 1970-talets uppställning
Under 1970-talet syftade "The Big Red Machine" istället på dåtidens bästa uppställning inom det sovjetiska landslaget. Det bestod då ofta av följande fem spelare:
- Valerij Charlamov (landslagsspel 1969–1980)
- Boris Michajlov (1969–1980)
- Vladimir Petrov (1969–1980)
- Aleksandr Maltsev  (1968–1983)
- Valerij Vasiljev (1968–1982)

Därutöver deltog ofta även Anatolij Firsov. Målvakt i den klassiska uppställningen var Vladislav Tretiak, som tack vare sin långa karriär i landslaget ofta kom att vara del av även 1980-talets uppsättning.

### 1980-talets uppställning
1980-talets mest framträdande uppställning i landslaget kopplades ofta till de tre spelarna med efternamnen Krutov, Larionov och Makarov. Egentligen är KLM-trojkan/KLM-kedjan namn på enbart anfallskedjan (där KLM står för initialerna), en delmängd av förstafemman.
Den ishockey som presterades av de sovjetiska ishockeyspelarna var ofta överlägsen beträffande snabbhet, styrka och kollektiv spelintelligens i jämförelse med de främsta konkurrenterna. Dessa var ofta Tjeckoslovakien, någon gång Sverige och Kanada samt en gång USA (i den avgörande gruppspelsmatchen i Lake Placid 1980). Överlägsenheten och spelstilen gjorde "The Big Red Machine" till en propagandamaskin för hur ishockey kunde spelas.
Under 1980-talet kunde många svenskar namnen på förstafemman i Sovjetunionens ishockeylandslag utantill, och många minns dem fortfarande: 
- Vladimir Krutov, vänsterforward (1979–1989)
- Igor Larionov, centerforward (1967–1989; senare även för Ryssland)
- Sergej Makarov, högerforward (1977–1991)
- Vjatjeslav Fetisov, vänsterback (1975–1991; senare även för Ryssland)
- Aleksej Kasatonov, högerback (1978–1991)

## I engelska språket
"The Big Red Machine" är en vanligt förekommande internationell benämning på en eller båda av dessa ishockeyfemmor tränade av Tichonov. Den är dock mindre vanlig i USA, där ishockeyuppställningen istället ofta går under namnet "Russian Five" (jämför "Ryssfemman"). I USA syftar "(The) Big Red Machine" oftast på basebollens Cincinnati Reds, som åren 1970–76, dominerade inom nordamerikansk baseboll.